# UCI ProSeries 2022
L'UCI ProSeries 2022 és la tercera edició de l'UCI ProSeries Tour, el segon nivell de competicions dins l'ordre d'importància de les curses ciclistes masculines rere l'UCI World Tour. Aquesta divisió, gestionada per la Unió Ciclista Internacional, està formada per 54 competicions organitzades entre el 2 de febrer i el 16 d'octubre de 2022 a Europa, Amèrica i Àsia.

## Equips
Els equips poden participar en les diferents curses depenent de la seva llicència:
| Categoria                | Equips |
| ------------------------ | --- |
| 1.Pro (Cursa d'un dia)   | * UCI WorldTeam (max 70 %) * UCI ProTeam * Equip continental del país * Equip continental estranger (màx. 2) * Selecció nacional del país organitzador |
| 2.Pro (Cursa per etapes) | * UCI WorldTeam (max 70 %) * UCI ProTeam * Equip continental del país * Equip continental estranger (màx. 2) * Selecció nacional del país organitzador |

## Curses
Aquesta edició comprèn 54 curses, 29 d'un dia (1.Pro) i 22 per etapes (2.Pro). 47 de les curses es disputen a Europa, 6 a Àsia i 1 a Amèrica.

## Evolució del calendari
| Data              | Cursa                                                | País          | Cat.  | Vencedor                 | Equip                              | Ref.          |
| ----------------- | ---------------------------------------------------- | ------------- | ----- | ------------------------ | ---------------------------------- | ------------- |
| 2-6 de febrer     | Volta a la Comunitat Valenciana                      | Espanya       | 2.Pro | Aleksandr Vlàssov        | Bora-Hansgrohe                     | [ 3 ]         |
| 10-13 de febrer   | Tour La Provence                                     | França        | 2.Pro | Nairo Quintana           | Arkéa-Samsic                       | [ 4 ]         |
| 10-15 de febrer   | Tour d'Oman                                          | Oman          | 2.Pro | Jan Hirt                 | Intermarché-Wanty-Gobert Matériaux | [ 5 ]         |
| 13 de febrer      | Clàssica d'Almeria                                   | Espanya       | 1.Pro | Alexander Kristoff       | Intermarché-Wanty-Gobert Matériaux | [ 6 ]         |
| 16-20 de febrer   | Volta a l'Algarve                                    | Portugal      | 2.Pro | Remco Evenepoel          | Quick-Step Alpha Vinyl Team        | [ 7 ]         |
| 16-20 de febrer   | Volta a Andalusia                                    | Espanya       | 2.Pro | Wout Poels               | Bahrain Victorious                 | [ 8 ]         |
| 26 de febrer      | Classic de l'Ardèche                                 | França        | 1.Pro | Brandon McNulty          | UAE Team Emirates                  | [ 9 ]         |
| 27 de febrer      | Drôme Classic                                        | França        | 1.Pro | Jonas Vingegaard         | Jumbo-Visma                        | [ 10 ]        |
| 27 de febrer      | Kuurne-Brussel·les-Kuurne                            | Bèlgica       | 1.Pro | Fabio Jakobsen           | Quick-Step Alpha Vinyl             | [ 11 ]        |
| 2 de març         | Trofeu Laigueglia                                    | Itàlia        | 1.Pro | Jan Polanc               | UAE Team Emirates                  | [ 12 ]        |
| 16 de març        | Nokere Koerse                                        | Bèlgica       | 1.Pro | Tim Merlier              | Alpecin-Fenix                      | [ 13 ]        |
| 16 de març        | Milà-Torí                                            | Itàlia        | 1.Pro | Mark Cavendish           | Quick-Step Alpha Vinyl             | [ 14 ]        |
| 17 de març        | Gran Premi de Denain                                 | França        | 1.Pro | Max Walscheid            | Cofidis                            | [ 15 ]        |
| 18 de març        | Bredene Koksijde Classic                             | Bèlgica       | 1.Pro | Pascal Ackermann         | UAE Team Emirates                  | [ 16 ]        |
| 27 de març        | Gran Premi de la indústria i l'artesanat de Larciano | Itàlia        | 1.Pro | Diego Ulissi             | UAE Team Emirates                  | [ 17 ]        |
| 2 d'abril         | Gran Premi Miguel Indurain                           | Espanya       | 1.Pro | Warren Barguil           | Arkéa-Samsic                       | [ 18 ]        |
| 6 d'abril         | Scheldeprijs                                         | Bèlgica       | 1.Pro | Alexander Kristoff       | Intermarché-Wanty-Gobert Matériaux | [ 19 ]        |
| 10-17 d'abril     | Volta a Turquia                                      | Turquia       | 2.Pro | Patrick Bevin            | Israel-Premier Tech                | [ 20 ]        |
| 13 d'abril        | Fletxa Brabançona                                    | Bèlgica       | 1.Pro | Magnus Sheffield         | Ineos Grenadiers                   | [ 21 ]        |
| 18-22 d'abril     | Tour dels Alps                                       | Itàlia        | 2.Pro | Romain Bardet            | Team DSM                           | [ 22 ]        |
| 3-8 de maig       | Quatre Dies de Dunkerque                             | França        | 2.Pro | Philippe Gilbert         | Lotto-Soudal                       | [ 23 ]        |
| 14 de maig        | Gran Premi de Morbihan                               | França        | 1.Pro | Julien Simon             | Team TotalEnergies                 | [ 24 ]        |
| 15 de maig        | Tro Bro Leon                                         | França        | 1.Pro | Hugo Hofstetter          | Arkéa-Samsic                       | [ 25 ]        |
| 24-29 de maig     | Volta a Noruega                                      | Noruega       | 2.Pro | Remco Evenepoel          | Quick-Step Alpha Vinyl             | [ 26 ]        |
| 26-29 de maig     | Boucles de la Mayenne                                | França        | 2.Pro | Benjamin Thomas          | Cofidis                            | [ 27 ]        |
| 5 de juny         | Brussels Cycling Classic                             | Bèlgica       | 1.Pro | Taco van der Hoorn       | Intermarché-Wanty-Gobert Matériaux | [ 28 ]        |
| 8-12 de juny      | ZLM Tour                                             | Països Baixos | 2.Pro | Olav Kooij               | Team Jumbo-Visma                   | [ 29 ]        |
| 11 de juny        | Dwars door het Hageland                              | Bèlgica       | 1.Pro | Oscar Riesebeek          | Alpecin-Fenix                      | [ 30 ] [ 31 ] |
| 15-19 de juny     | Volta a Bèlgica                                      | Bèlgica       | 2.Pro | Mauro Schmid             | Quick-Step Alpha Vinyl             | [ 32 ]        |
| 15-19 de juny     | Volta a Eslovènia                                    | Eslovènia     | 2.Pro | Tadej Pogačar            | UAE Team Emirates                  | [ 33 ]        |
| 23-27 de juliol   | Tour de Valònia                                      | Bèlgica       | 2.Pro | Robert Stannard          | Alpecin-Deceuninck                 | [ 34 ]        |
| 2-6 d'agost       | Volta a Burgos                                       | Espanya       | 2.Pro | Pavel Sivakov            | Ineos Grenadiers                   | [ 35 ]        |
| 10 d'agost        | Eurométropole Tour                                   | Bèlgica       | 1.Pro | Alexander Kristoff       | Intermarché-Wanty-Gobert Matériaux | [ 36 ]        |
| 11-14 d'agost     | Arctic Race of Norway                                | Noruega       | 2.Pro | Andreas Leknessund       | Team DSM                           | [ 37 ]        |
| 16-20 d'agost     | Volta a Dinamarca                                    | Dinamarca     | 2.Pro | Christophe Laporte       | Team Jumbo-Visma                   | [ 38 ]        |
| 24-28 d'agost     | Volta a Alemanya                                     | Alemanya      | 2.Pro | Adam Yates               | Ineos Grenadiers                   | [ 39 ]        |
| 4 de setembre     | Maryland Cycling Classic                             | Estats Units  | 1.Pro | Sep Vanmarcke            | Israel-Premier Tech                | [ 40 ]        |
| 4-11 de setembre  | Volta a la Gran Bretanya                             | Regne Unit    | 2.Pro | Gonzalo Serrano          | Movistar Team                      | [ 41 ]        |
| 11 de setembre    | Gran Premi de Fourmies                               | França        | 1.Pro | Caleb Ewan               | Lotto-Soudal                       | [ 42 ]        |
| 13-17 de setembre | Volta a Luxemburg                                    | Luxemburg     | 2.Pro | Mattias Skjelmose Jensen | Trek-Segafredo                     | [ 43 ]        |
| 14 de setembre    | Gran Premi de Valònia                                | Bèlgica       | 1.Pro | Mathieu van der Poel     | Alpecin-Deceuninck                 | [ 44 ]        |
| 15 de setembre    | Coppa Sabatini                                       | Itàlia        | 1.Pro | Daniel Martínez          | Ineos Grenadiers                   | [ 45 ]        |
| 17 de setembre    | Primus Classic                                       | Bèlgica       | 1.Pro | Jordi Meeus              | Bora-Hansgrohe                     | [ 46 ]        |
| 1 d'octubre       | Giro de l'Emília                                     | Itàlia        | 1.Pro | Enric Mas                | Movistar Team                      | [ 47 ]        |
| 3 d'octubre       | Sparkassen Münsterland Giro                          | Alemanya      | 1.Pro | Olav Kooij               | Team Jumbo-Visma                   | [ 48 ]        |
| 3 d'octubre       | Coppa Bernocchi                                      | Itàlia        | 1.Pro | Davide Ballerini         | Quick-Step Alpha Vinyl             | [ 49 ]        |
| 4 d'octubre       | Tre Valli Varesine                                   | Itàlia        | 1.Pro | Tadej Pogačar            | UAE Team Emirates                  | [ 50 ]        |
| 6 d'octubre       | Gran Piemont                                         | Itàlia        | 1.Pro | Iván García Cortina      | Movistar Team                      | [ 51 ]        |
| 9 d'octubre       | París-Tours                                          | França        | 1.Pro | Arnaud Démare            | Groupama-FDJ                       | [ 52 ]        |
| 11-18 d'octubre   | Tour de Langkawi                                     | Malàisia      | 2.Pro | Iván Sosa                | Movistar Team                      | [ 53 ]        |
| 16 d'octubre      | Japan Cup                                            | Japó          | 1.Pro | Neilson Powless          | EF Education-EasyPost              | [ 54 ]        |